# Every Breath You Take
Every Breath You Take is een nummer van de Britse rockband The Police uit 1983. Het nummer werd geschreven door Sting, de zanger van die band. Het is een van de bekendste nummers van The Police en is wel meer dan 10 miljoen keer over de toonbank gegaan. Ook is het de grootste hit uit 1983. 
Het nummer werd oorspronkelijk geschreven door Sting, toen hij zijn eerste vrouw verliet. Het nummer bestond uit een drumtake en een baslijn, en omdat het geen gitaarpartij had, was er discussie of het wel op het album Synchronicity kon. Uiteindelijk schreef Andy Summers de (kenmerkende) gitaarpartij erbij, die bij het afmixen nog bijna verdween. Omdat Summers de gitaarpartij heeft geschreven, is er anno 2023 nog een dispuut over wie de schrijver van het nummer is.
"Every Breath You Take" gaat over een jongen die, bij alles wat hij doet, zijn meisje ontzettend mist. Dit loopt uit op het achtervolgen van het meisje; de ik-figuur volgt "every breath you take, every move you make". Daarmee gaat het nummer in essentie over stalking. Sting, die het nummer schreef terwijl hij in scheidingsperikelen zat, gaf in een interview aan zelf niet meteen door gehad te hebben hoe sinister het lied eigenlijk is.
Het nummer wist vier weken de koppositie te houden in de Britse hitlijsten, en in de Amerikaanse hitlijsten negen weken. In de Nederlandse Top 40 kwam het tot nummer 6, en in de Vlaamse Radio 2 Top 30 haalde het de 8e positie.
Een sample van het nummer werd gebruikt in de hit I'll Be Missing You van Puff Daddy uit 1997.

## NPO Radio 2 Top 2000
| Nummer met noteringen in de NPO Radio 2 Top 2000 | '99 | '00 | '01 | '02 | '03 | '04 | '05 | '06 | '07 | '08 | '09 | '10 | '11 | '12 | '13 | '14 | '15 | '16 | '17 | '18 | '19 | '20 | '21 | '22 | '23 | '24 |
| ------------------------------------------------ | --- | --- | --- | --- | --- | --- | --- | --- | --- | --- | --- | --- | --- | --- | --- | --- | --- | --- | --- | --- | --- | --- | --- | --- | --- | --- |
| Every Breath You Take                            | 99  | 166 | 167 | 184 | 259 | 284 | 434 | 403 | 412 | 340 | 381 | 351 | 345 | 356 | 210 | 330 | 386 | 318 | 290 | 286 | 311 | 325 | 285 | 308 | 316 | 322 |

1. ↑  Een vetgedrukt getal geeft de hoogste notering aan.